# Champion – den vilda hästen
Champion – den vilda hästen (originaltitel: The Adventures of Champion) är en amerikansk TV-serie för barn som sändes 1955-1956 av CBS. Den baserades på en radioserie med samma engelska titel som sändes 1949-1950.
Serien sändes även i andra länder. I Sverige sändes serien av Sveriges Radio TV med start 1957.
Avsnitten handlade om tolvåringen Ricky North (Barry Curtis) som bor i vilda västern med sin farbror Sandy North (Jim Bannon), hingsten Champion och schäfern Rebel.

## Källhänvisningar
1. ↑  TV-program 1958-01-04
2. ↑  ”Det ska vara en cowboy” : Vilda Västern som motiv inom svensk populärkultur, Anders N. Nilsson, Umeå universitet